# Jean-Baptiste Dubois de Jancigny
Pour les articles homonymes, voir Jean-Baptiste Dubois (homonymie) et Dubois.
Jean-Baptiste Dubois de Jancigny, né à Jancigny (Côte-d'Or) le 21 mai 1753 et mort à Moulins le 1er avril 1808, est un juriste, journaliste et  agronome français, premier préfet du Gard.

## Biographie
Jean-Baptiste, fils aîné d'une fratrie de dix enfants, né de Jacques Dubois de Précy-sous-Thil (Expert-juré-Ecrivain de la Ville de Dijon, Associé de l'académie Royale d'Ecriture de Paris et Conseiller Référendaire à la Cour des Comptes de Dijon) et de Prudence Fanet, fait des études à Dijon et à Paris, où il obtient son doctorat en droit.
En 1775, il va enseigner le droit à la cour de Varsovie où il est bibliothécaire de l'École militaire. Il y reste 7 ans. Remarqué par Frédéric II, il est nommé membre de l'Académie de Berlin lors de son retour vers la France pour des raisons de santé.
Il épouse en 1786 à Paris Louise Coffenay, dont il aura 5 enfants. Un de ses petits-enfants est Alfred de Jancigny, préfet de l'Ariège, de la Haute-Savoie, de la Haute-Saône et de l'Ain
Il publia plusieurs ouvrages sur la Pologne, sur le commerce et sur l'agriculture. Son travail journalistique se concentre depuis 1788 autour du Supplément au Journal général de France qu'il transforme d'un journal presque entièrement agricole à un hebdomadaire plus savant. En 1790, ce Supplément devient indépendant du Journal général sous le titre Feuille d'agriculture, puis Feuille du cultivateur.
Durant la Révolution française, le citoyen Dubois édite la Feuille du Cultivateur et également le Journal des Arts et Manufactures aux côtés de Parmentier et de l'Abbé Lefebvre. Il rédige de nombreuses plaquettes d'instructions à l'intention des cultivateurs ainsi que plusieurs traités d'économie politique, et rédige des articles pour la partie Agriculture de l'Encyclopédie méthodique.
Malgré sa proximité avec Malesherbes (il fut le tuteur de ses petits-enfants Le Peletier de Rosanbo, cousins des Chateaubriand), il est nommé à la Commission d'Agriculture et des Arts en 1793 par le Comité de salut public. Il est quand même menacé d'arrestation ; il fuit, est rattrapé et emprisonné à Saint-Lazare. Par la suite il occupe plusieurs postes dans l'administration du Directoire. Il dirige en particulier la Troisième Section du Ministère de l'Intérieur de 1795 à 1798, chargée des Arts, c'est-à-dire l'industrie.
Il est envoyé en mission dans les départements du Midi et de l'Ouest.
Le 3 mars 1800 il est nommé premier préfet du Gard. Il fait restaurer à Nîmes des monuments romains.
Membre de l'Académie du Gard, il la préside de 1801 à 1803.
Le 13 avril 1804 il est nommé directeur des Droits réunis au département de l'Allier. Il y meurt en fonction en 1808.
Il a fait l'objet d'un article dans le Dictionnaire de biographie française (Letouzey). La Bibliothèque nationale de France lui consacre 16 notices de livres.

## Publications
- J.-B. Dubois de Jancigny, Essai sur l'histoire littéraire de Pologne 1778.
- Jean-Baptiste Dubois de Jancigny, Notice historique sur Malesherbes, Paris, Potey, 1793 (Texte en ligne).
- Tablettes des Sciences et des Arts, contenant les Observations Astronomiques les plus récentes; les Annales de la Physique, de l'Histoire Naturelle et des Arts; plusieurs nouveaux Mémoires relatifs à ces Sciences; les Peintures, Sculptures, Gravures, etc. la Mosaïque, la Chymie, la Musique, la Danse, etc. avec un Essai de Critique, et un choix d..., Paris : chez Costard, 1776 ; seul volume paru de ce périodique qui ambitionnait de donner à ses lecteurs une vue d'ensemble des progrès récents des sciences et, dans une moindre mesure, des artsL'ouvrage contient une première section consacrée à l'astronomie, suivie d'une importante collection de mémoires scientifiques : « Sur les Tubes Capillaires » par l'astronome De Lalande (1732-1807) ; « Mémoire sur les Insectes essentiellement nuisibles à la Vigne » par l'agronome Jean Rozier (1734-1795) ; « Mémoire sur la peinture sur verre », par M. de Vigny ; « Dissertation traduite de l'Anglois, sur certains cercles contenant toutes les couleurs du prisme, formés par deux explosions électriques sur la surface des pièces de métal » par Joseph Priestley (1733-1804).
On trouve ensuite une longue partie  contenant l'examen critiques des ouvrages sur les sciences et les arts parus en 1771, suivie des sections suivantes : « Annales de la Physique, de l'Histoire Naturelle et des Arts pour l'année 1771 », « Morceaux sur les Sciences et les Arts » comprenant des textes sur la Chimie, sur la Danse, et sur la Mosaïque. À la fin du volume se trouvent notamment une liste des « Cours relatifs à la Physique et à l'Histoire naturelle qui se font à Paris » et une autre liste des Cabinets de Physique et d'Histoire naturelle.
- Vues générales sur l’amélioration de l’agriculture en France, présentées à la Commission d’agriculture et des arts, Paris, Impr. de la Feuille du Cultivateur, an III, in-8°, 72 p. Texte en ligne
- Le C. Dubois (Jean-Baptiste Dubois de Jancigny), Introduction à la Feuille du Cultivateur Texte en ligne